# Phaonia triseriata
Phaonia triseriata este o specie de muște din genul Phaonia, familia Muscidae, descrisă de Fritz Isidore van Emden în anul 1965. Conform Catalogue of Life specia Phaonia triseriata nu are subspecii cunoscute.